# GS1 Composite
Il GS1 Composite è una specifica di codice a barre definita da GS1, che prevede la combinazione di un codice a barre lineare (componente primaria) e di un codice bidimensionale (2D) adiacente (componente CC - Composite Component).
Questa struttura garantisce la retrocompatibilità, poiché i lettori di codici a barre esclusivamente lineari possono leggere la componente primaria, mentre i lettori capaci di interpretare la componente 2D (o l'intero simbolo Composite) possono accedere a informazioni aggiuntive contenute proprio in quest'ultima.
Tipicamente, nella componente lineare viene codificato l'identificativo primario dell'articolo (come il GTIN), mentre nella componente bidimensionale (CC) vengono memorizzati dati supplementari, quali ad esempio l'identificativo del lotto (AI 10) e la data di scadenza (AI 17).
La componente lineare può utilizzare una delle seguenti simbologie: EAN-13, EAN-8, UPC-A, UPC-E, GS1 DataBar o GS1-128.
La componente bidimensionale CC associata è un MicroPDF417 (denominato CC-B) o un PDF417 (denominato CC-A). I dati all'interno della componente CC sono strutturati utilizzando gli Identificatori di Applicazione (AI) GS1, la stessa sintassi impiegata per formattare i dati all'interno dei codici GS1-128.